# It'z Icy
It'z Icy (stiliserat IT'z ICY) är den första EP-skivan av den sydkoreanska tjejgruppen Itzy, utgiven den 29 juli 2019 av JYP Entertainment. "Icy" släpptes som ledsingeln från EP:n. Den fysiska utgåvan finns tillgänglig i två versioner: IT'z och ICY.

## Bakgrund och utgivning
I maj 2019 publicerade JYP Entertainment en intervju i media om att Itzy gjorde sig beredda för att komma tillbaka och bekräftade officiellt att de skulle återvända i juli. Kl 18:00 KST den 29 juli lanserades minialbumet It'z Icy officiellt.

## Marknadsföring
International Global Media började marknadsföra EP:n den 8 juli 2019, med affischer på gruppmedlemmarna. Den 14 juli 2019 publicerades Yejis affischer. Lias affischer publicerades dagen därefter. Ryujins affischer publicerades den 16 juli. Affischerna för Chaeryong publicerades dagen därefter. Affischerna för Yuna publicerades den 18 juli. Den första musikvideotrailern kom ut den 24 juli. Den andra och sista kom ut dagen därefter.

## Låtlista
| Nr           | Titel                       | Text                                | Musik | Arrangemang                             | Längd |
| ------------ | --------------------------- | ----------------------------------- | --- | --------------------------------------- | ----- |
| 1.           | Icy                         | J.Y. Park "The Asiansoul", Penomeco | J.Y. Park "The Asiansoul", Cazzi Opeia, Ellen Berg Tollbom, Daniel Caesar, Ludwig Lindell, Ashley Alisha, Cameron Neilson, Lauren Dyson | J.Y. Park "The Asiansoul", Lee Hae-seul | 3:11  |
| 2.           | Cherry                      | Ellie Suh (153/Joombas)             | Michael Fonseca, Mac Montgomery, JAX, Dan Henig                                                                                         | Omega & Demn                            | 3:10  |
| 3.           | It'z Summer                 | JQ, Shin Sae-rom, Kako              | Poptime, Kako | Poptime, Kako                           | 3:18  |
| 4.           | Dalla Dalla (DallasK Remix) | Galactika                           | Galactika, Athena | DallasK                                 | 3:11  |
| 5.           | Want It? (Imad Royal Remix) | Lee Seu-ran, Tommy Park             | Emile Ghantous, Keith Hetrick, Allison Gillis, Aimee Proal, Whitney Phillips, Erin Beck                                                 | Emile Ghantous, Keith Hetrick           | 3:28  |
| Total längd: | Total längd:                | Total längd:                        | Total längd: | Total längd:                            | 16:21 |

## Listplaceringar
| Lista (2019)                       | Högsta placering |
| ---------------------------------- | ---------------- |
| Frankrike Download Albums (SNEP)   | 49               |
| Ungern (MAHASZ)                    | 38               |
| Japan (Oricon)                     | 12               |
| Japan Digital Albums (Oricon)      | 10               |
| Japan Hot Albums (Billboard Japan) | 32               |
| Sydkorea Albums (Gaon)             | 3                |
| USA Heatseekers Albums (Billboard) | 19               |
| USA World Albums (Billboard)       | 11               |